# There Ain't No Santa Claus
There Ain't No Santa Claus è un film del 1926, diretto da James Parrott con suo fratello Charley Chase, uscito in sala il 12 dicembre 1926.